# Estádio El Campín
O Estádio Nemesio Camacho, conhecido como El Campín, é o principal estádio de Bogotá, Colômbia. É a casa do Independiente Santa Fé e do Millonarios. O estádio recebeu o nome de Nemesio Camacho, ex-gerente do sistema de bondes então existente de Bogotá e também o pai de Luis Camacho, a pessoa que ofereceu o terreno onde o estádio seria construído. O apelido El Campín, vem de uma modificação da palavra "camping", porque a área onde o estádio está atualmente antigamente era uma zona de camping.
Foi inaugurado em 10 de Agosto de 1938, com capacidade de 65.000 lugares, em um amistoso entre a Seleção Equatoriana de Futebol e a Seleção Colombiana de Futebol, vencido pelos visitantes por 2 a 1. O local foi sede dos Jogos Bolivarianos daquele ano. Atualmente tem capacidade para 36.343 torcedores. 
No estádio, já jogaram os argentinos Alfredo Di Stéfano, Adolfo Pedernera e Julio Cozzi, que em meados do século XX fizeram parte do time Millonarios, uma equipe que até então foi apelidada de "Balé Azul" pela sua excelente qualidade quando venceu o Real Madrid em seu próprio estádio.
Também sediou os Jogos Bolivarianos de 1938; os Jogos Pan-americanos de 1971; as finais da Copa América de 1964, 1975 e 2001; as Eliminatórias das Copas do Mundo de 1958, 1962, 1970, 1974, 1978, 1982, 1986, 2002 e 2010; a final da Copa Libertadores da América de 1989; a final da Copa Conmebol de 1996; as finais da Copa Merconorte de 1999, 2000 e 2001. Sediou o Campeonato Mundial de Futebol Sub-20 de 2011 e foi palco da partida final do torneio, que o Brasil ganhou da Selecção Portuguesa de Futebol sub-20 por 3 a 2. E também sediou a final da Copa Sul-Americana de 2015, onde o Santa Fe foi campeão.

## Localização
O Estádio está localizado na área de Teusaquillo, mais especificamente no Avenida Norte-Quito-Sur com estrada 57. Em seus arredores, encontram-se as estações de TransMilenio de 'El Campín' e 'Coliseo'.

### Dados
- Dimensões do campo de futebol: 105m por 68m.
- Foi reconstruído em 1951 e foi remodelado em 1968 pela primeira vez.
- Houve outra remodelação para o Campeonato Mundial de Futebol Sub-20 de 2011.
- Tem 42 entradas e 48 saídas.
- Tem 5 vestiários (1 vestiário para os árbitros).

## Shows
Depois de ser remodelado, um decreto proibiu todos os shows no palco para proteger a grama do campo. Mas, depois de uma polêmica sobre a falta de cenários apropriados para shows, foi novamente permitido a realização de alguns desses eventos. Alguns dos mais importantes eventos musicais no estádio são: 
- 1973 - James Brown
- 1988 - Concierto de Conciertos e Quiet Riot
- 1991 - Information Society
- 1992 - Guns N' Roses
- 1994 - Pet Shop Boys
- 1995 - Bon Jovi e Luciano Pavarotti
- 1995 - UB40, Elton John e Sheryl Crow
- 1996 - Plácido Domingo
- 1997 - Fito Páez, Charly García, Mercedes Sosa e Celia Cruz
- 1998 - Fania All-Stars
- 2000 - Shakira
- 2004 - The Offspring
- 2005 - RBD
- 2012 - Paul McCartney
- 2012 - Lady Gaga
- 2013- Justin Bieber
- 2014 - One Direction
- 2015- Foo Fighters
- 2015- KISS
- 2016- The Rolling Stones